# Hotaka (gora)
Gora Hotaka (japonsko 穂高岳, latinizirano: Hotaka-dake), znana tudi kot gora Hotakadake, je ena od 100 znanih japonskih gora, kot so jo skovali mediji in dosega višino 3190 m. Gora Hotaka je v japonskem gorovju Hida in vsi njeni glavni vrhovi razen gore Maehotaka ležijo na meji med mestoma Macumoto v prefekturi Nagano in Takajama v prefekturi Gifu. Ta gora je v narodnem parku Čubu-Sangaku.
Vrhovi Okuhotaka, Karasava, Kitahotaka, Maehotaka in Nišihotaka se imenujejo gore Hotaka. Najvišji vrh v tem območju in tudi najvišja gora v prefekturah Nagano in Gifu je gora Okuhotaka. Gora Hotaka se imenuje tudi »vodja severnih Alp« (北アルプスの盟主, Kita-Arupusu no Meišu).

## Vrhovi
- Gora Okuhotaka (奥穂高岳, Okuhotaka-dake) je najvišji vrh v pogorju Hotaka in tretji najvišji vrh na Japonskem za gorama Fudži in  Kita. Njen vrh s 3190 m je najvišji v prefekturah Nagano in Gifu.
- Gora Karasava (涸沢岳, Karasava-dake) je na grebenu med goro Kitahotaka in Širade Col (白出のコル), kjer je gorska koča Hotakadake. Triangulacijska točka na vrhu je na 3103 m, medtem ko vrh doseže 3110 m.
- Gora Kitahotaka (北穂高岳, Kitahotaka-dake) je s 3106 m drugi najvišji vrh Hotaka, ki leži na severnem koncu pogorja. Takidani (滝谷), na zahodni steni gore, je znano, vidno, skalnato območje Japonske. Blizu vrha je koča Kitahotaka.
- Gora Maehotaka (前穂高岳, Maehotaka-dake) je visoka 3090 m in je povezana z goro Okuhotaka prek grebena Curi (吊り尾根, Curi-one). Na severu se razteza greben Kita (北尾根, Kita-one). Na zahodu so skale v smeri Okumataširo (奥又白). Konica grebena Kita se imenuje Bjōbu no Atama (屏風の頭, »glava z zložljivim zaslonom«). Na severovzhodni steni leži strma pečina visoka 1000 m.
- Gora Mjōdžin (明神岳, Mjōdžin-dake) z vrhom 2931 m leži na gorskem grebenu, ki se razteza južno od gore Maehotaka. Na tem območju je veliko plezalnih smeri.
- Gora Nišihotaka (西穂高岳, Nišihotaka-dake), na 2909 m, leži na gorskem grebenu, ki teče jugozahodno od gore Okuhotaka, blizu konca grebena. Obkrožajo jo številni podobno skalnati vrhovi, zaradi česar je težko vizualno razlikovati.
- Gora Aino (間ノ岳, Aino-dake) z vrhom na 2907 m leži na grebenu med gorama Okuhotaka in Nishihotaka.
- Gamadafudži' (蒲田富士, Gamadafudži) je zahodni vrh Karasava-dake, ki se dviga 2742 m visoko. Tu poteka zimska pot vzpona na goro Okuhotaka.

## Zgodovina
- 1880 - William Gowland se je povzpel na goro Mjōdžin, ki ga je vodil lokalni lovec Kamidžō Kamondži.
- 1893 - Kijohiko Tate se je povzpel na Maehotako, nato pa Walter Weston na Maehotako. Walter Weston je objavil Planinstvo in raziskovanje v japonskih Alpah (1896) in predstavil japonske gore svetu.[3]

• 1906 - Gundži Abe se je prvi povzpel na goro Okuhotaka.
• 1912 - Walter Weston se je povzpel na goro Okuhotaka.
• 4. december 1934 - Regija v tej gori je bila določena za narodni park Čubu-Sangaku.

## Pohodne poti
Čeprav se na gore Hotaka pogosto vzpenjajo v času dolgotrajnega snega, kot je Zlati teden (teden od 29. aprila do začetka maja, ki vsebuje več japonskih praznikov), so naslednje poti namenjene izključno obdobjem brez snega. Ko zapade sneg, postane območje izjemno nevarno. Poti lahko postanejo neprehodne, zato je potrebna posebna previdnost.
Planinska baza v Karasavi leži v krnici v obliki črke U, kjer dominirajo gore Okuhotaka, Maehotaka in greben Curi, ki ju povezuje. Ker leži na severni strani gora, sneg ostane skozi vse leto.
Na severu, po strmem spustu in vzponu pri Daikirettu, se greben nadaljuje čez goro Minami (南岳, Minami-dake), goro Ōbami (大喰岳, Ōbami-dake), ki se konča na gori Jari. Na jugu se razteza greben od gore Okuhotaka prek gore Nišihotake do gore Jake. Greben Curi poteka od gore Okuhotaka do gore Maehotaka, od koder vodi pot navzdol skozi krnico do mostu Kappabaši v Kamikōčiju. Plezanje navzdol na Gifu strani, bodisi od koče Hotaka (穂高岳山荘, Hotakadake Sansō) skozi Širadezava (白出沢, Širadezava) ali z žičnico Šinhotaka od Nišihotaka-dake, ceste in Šinhodaka Onsen (新穂高温泉, Šinhodaka-onsen) je mogoče doseči v dolino spodaj.

### Začetniške
- Gora Okuhotaka
  - Kamikōči ― jezero Mjōdžin (明神池, Mjōdžin-ike) ― Tokusava (徳沢) ― Jokoo (横尾) ― krnica Karasava ― gora Okuhotaka
  - Kamikōči ― jezero Mjōdžin  ― Tokusava ― Panoramska pot (Bjōbunoatama) ― krnica Karasava ― gora Okuhotaka

(Upoštevajte, da je v obeh primerih del od Karasave do gore Okuhotaka dejansko bolj na vmesni ravni))
- Mount Kitahotaka
  - Kamikōči ― jezero Mjōdžin  ― Tokusava ― Jokoo ― krnica Karasava ― gora Okuhotaka
- Nišihodoku (西穂独標)
  - Šinhodaka Onsen ― Žičnica Šinhotaka ― koča Nišiho ― Marujama (丸山) ― Nišihodoku
  - Kamikōči ― greben Naka (中尾根, Nakaone) ― koča Nišiho ― Marujama ― Nišihodoku

### Srednje težavnosti
- Gora Maehotaka - Mount Okuhotaka
  - Kamikōči ― koča Dakesava ― Kimikodaira (紀美子平) ― gora Maehotaka ― gora Okuhotaka

Vzpon od koče Dakesava do Kimikodaire (nova cesta Džūtarō (重太郎新道, Džūtarō Šindō) je najstrmejši v Japonskih Alpah. Pri tem vzponu ni vode in če plezate na obe gori, je bolj priljubljena pot na gori Okuhotaka in Maehotaka prek Karasawe.

### Napredne
- Prečna pot Yarihotaka
  - Gora Jari― gora Ōbami (大喰岳, Ōbami-dake) ― gora Naka (中岳, Naka-dake) ― gora Minami (南岳, Minami-dake) ― Daikiretto (大キレット) ― gora Kitahotaka ― gora Karasava ― gora Gendarme Okuhotaka (ジャンダルム, Džandarumu) ― gora Aino ― gora Nišihotaka ― Nišihodoku

## Gorske koče
Na območju gore Hotaka so različne planinske koče:
- Gorska koča Hotaka (穂高岳山荘, Hotakadake Sanso)
- Bivak Kitahotaka (北穂高小屋, Kitahotaka-goja)
- Bivak Karasava (涸沢小屋, Karasava-goja)
- Planinska koča Karasava (涸沢ヒュッテ, Karasava-hjutte)
- Gorska koča Nišiho (西穂山荘, Nišiho Sanso)
- Bivak Hotakatairahinan (穂高平避難小屋, Hotakatairahinan-goja)